# Rockenburger Urwaldpfad
| Rockenburger Urwaldpfad | Rockenburger Urwaldpfad                |
| ----------------------- | -------------------------------------- |
| Logo                    | Logo Rockenburger Urwaldpfad           |
| Länge                   | 11,7 Kilometer                         |
| Bundesland              | Rheinland-Pfalz                        |
| Region                  | Hunsrück                               |
| Gemeinden               | Bescheid (Hunsrück), Beuren (Hochwald) |

Der Rockenburger Urwaldpfad im Landkreis Trier-Saarburg ist eine Traumschleife am Saar-Hunsrück-Steig.
Der Rundwanderweg führt von der Bescheider Mühle bei Bescheid (Hunsrück) an der Kleinen Dhron vorbei in Richtung Prosterath, weiter nach Beuren (Hochwald) und zur Fischerhütte Beuren. Von dort geht der Weg zum Rockenburger Urwald und wieder zurück zur Bescheider Mühle.
Der Weg ist 11,7 Kilometer lang, die Gehzeit beträgt 3 bis 3,5 Stunden, die Höhenlage reicht von etwa 270 Meter bis circa 500 Meter über NN.
Der Rockenburger Urwaldpfad wurde vom Deutschen Wanderinstitut als Premiumweg zertifiziert.

## Bilder

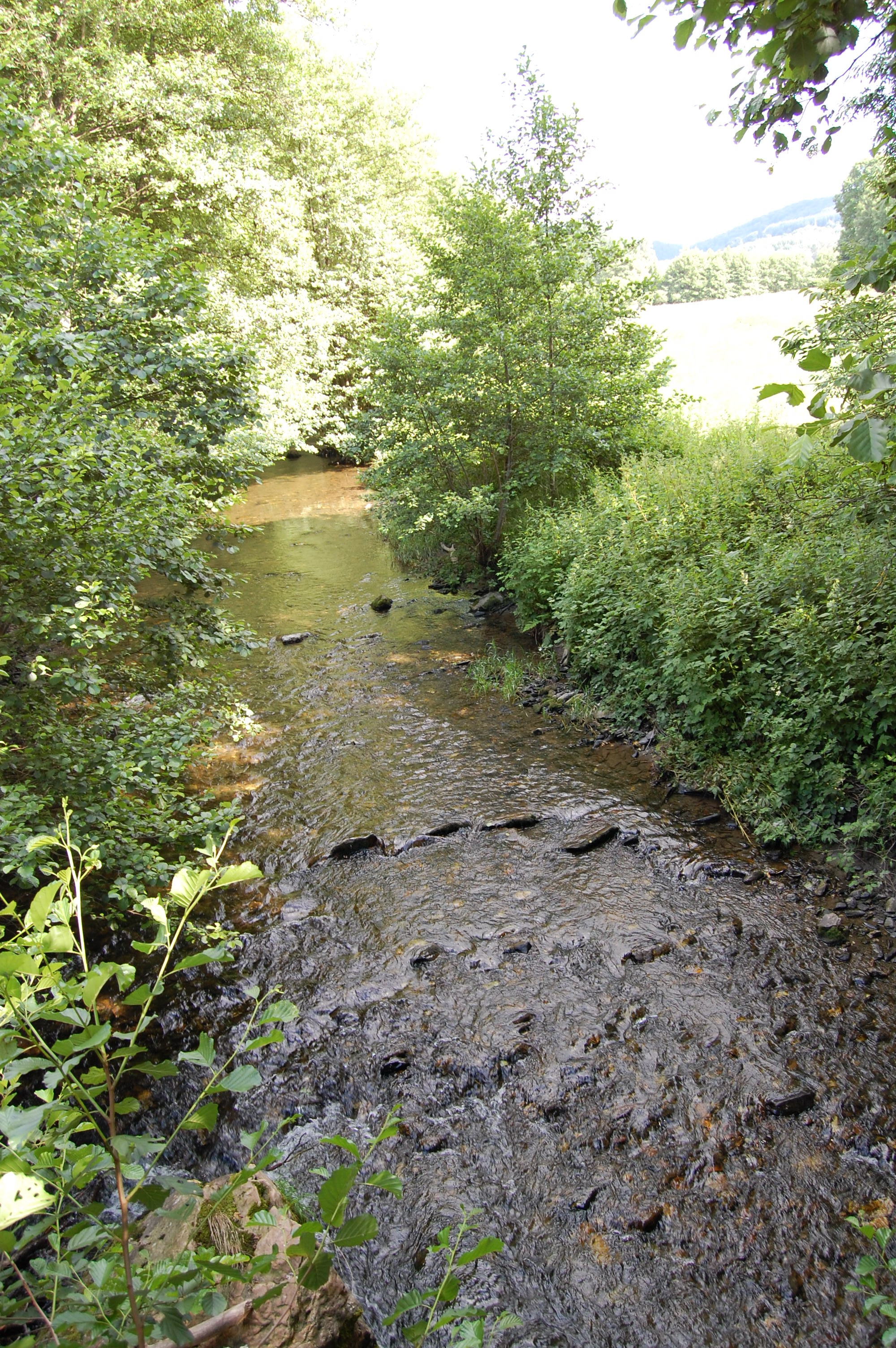
Kleine Dhron bei Bescheid
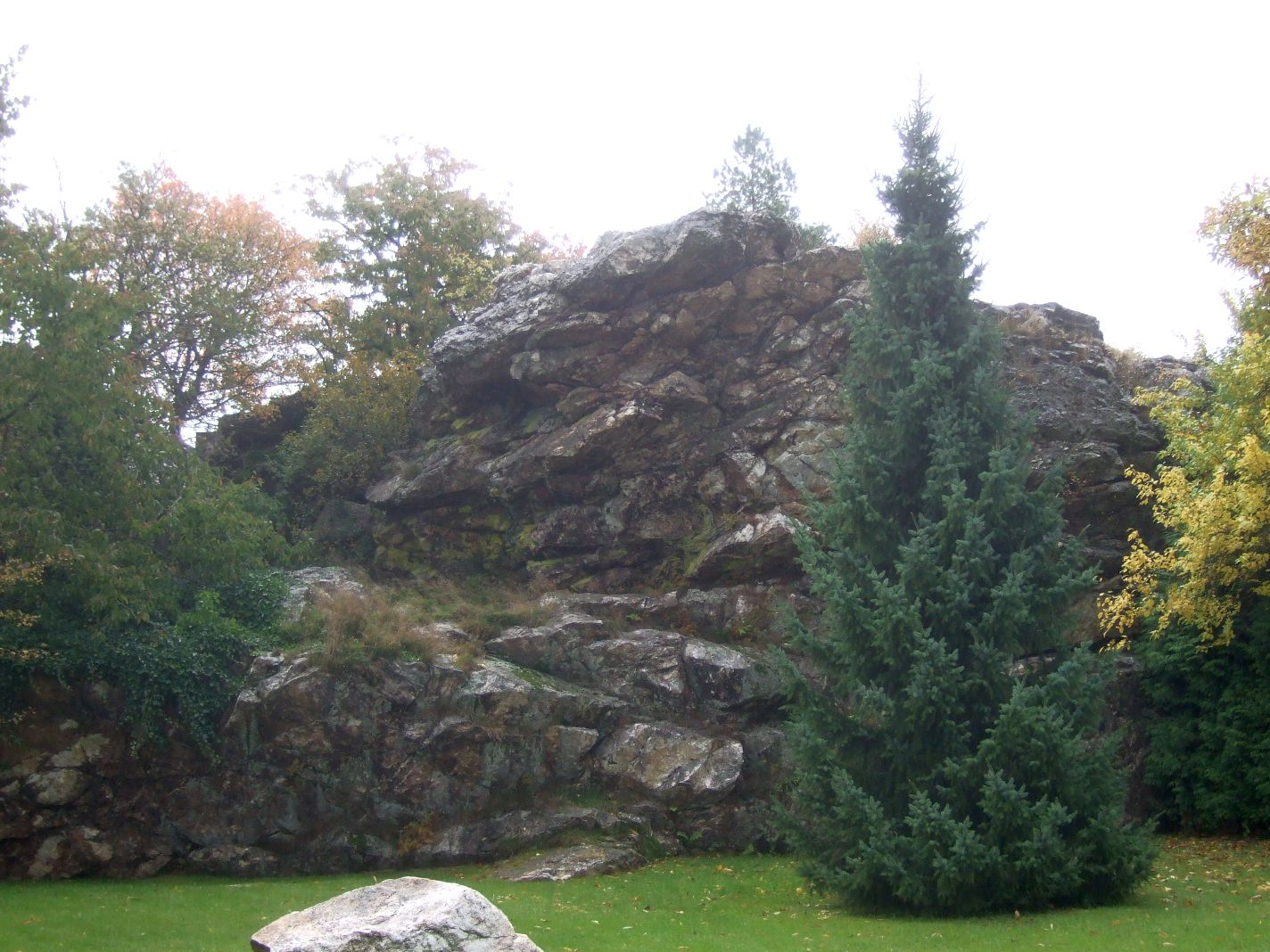
Prosterather Wacken
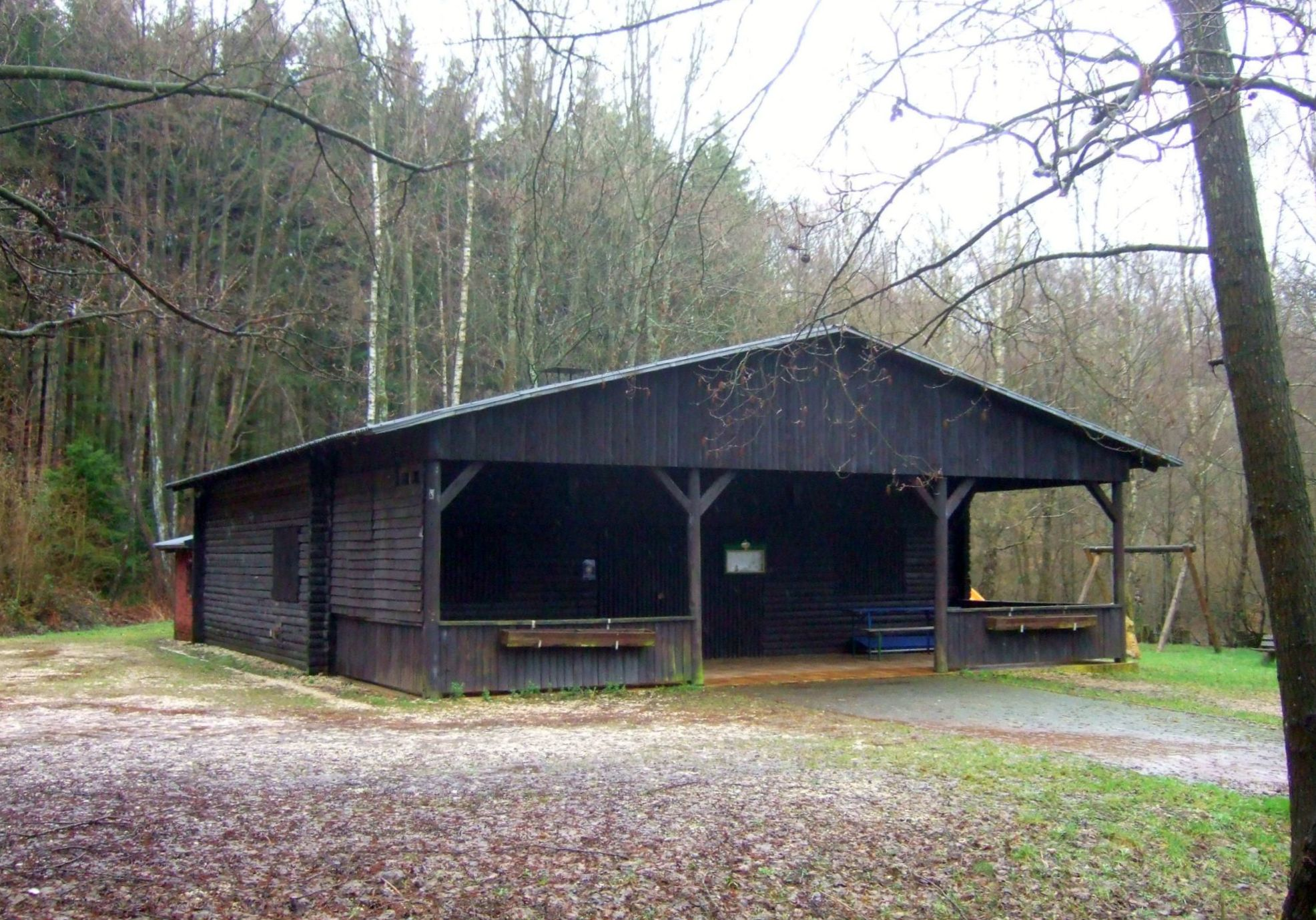
Fischerhütte Beuren